# Islam Timurziev
Islam Jah'jaevič Timurziev (in russo Ислам Яхьяевич Тимурзиев?; Nazran', 9 gennaio 1983 – 31 agosto 2015) è stato un pugile russo.

## Palmarès

### Mondiali dilettanti
- 1 medaglia:
  - 1 bronzo (Chicago 2007 nei pesi supermassimi)

### Europei dilettanti
- 1 medaglia:
  - 1 oro (Plovdiv 2006 nei pesi supermassimi)

### Coppa del mondo
- 1 medaglia:
  - 1 oro (Mosca 2005 nei pesi supermassimi)